# Margarethe von Döhlau

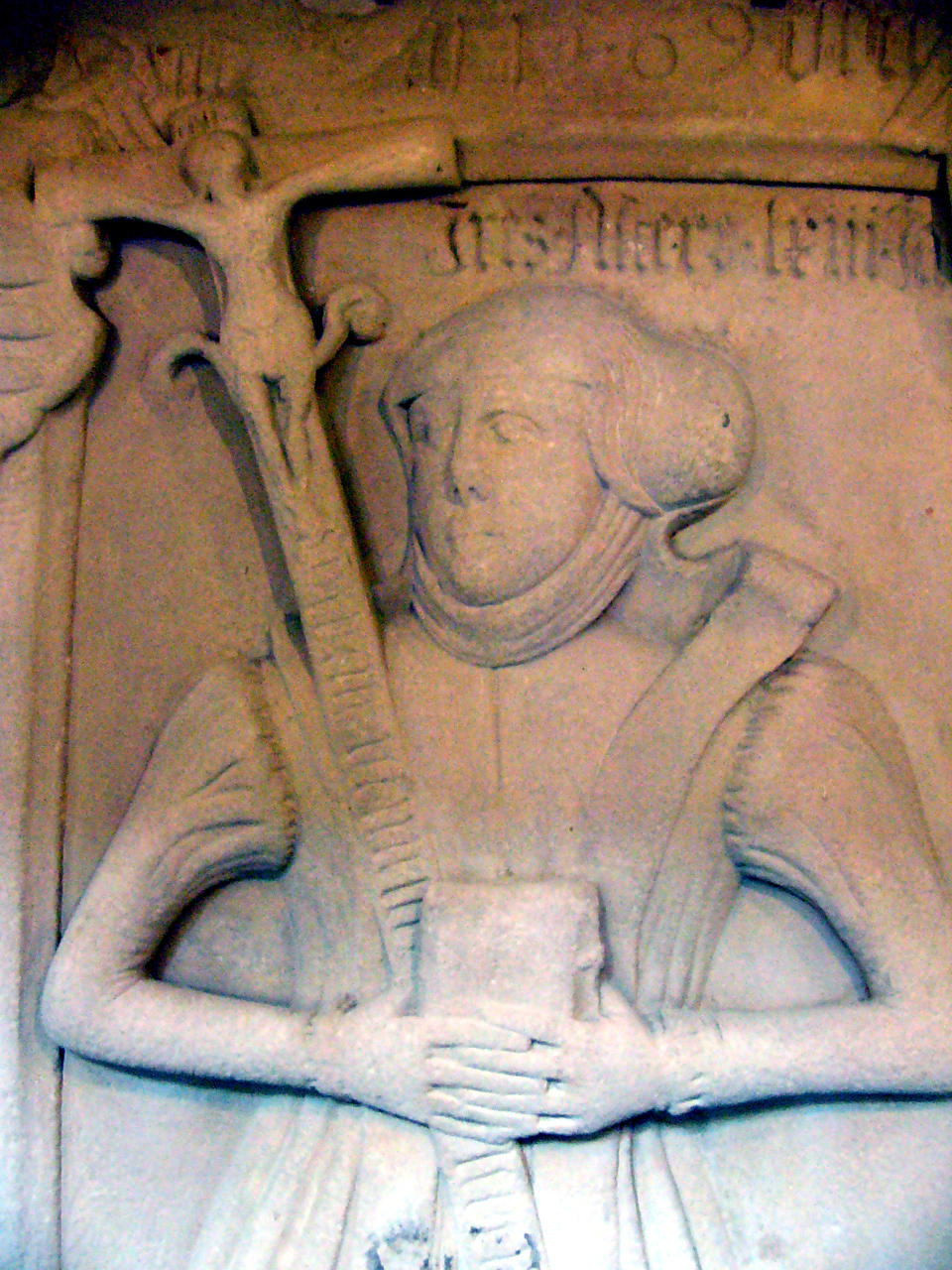
Grabmal der Äbtissin

Margarethe von Döhlau, auch Döhla († 18. September 1569) war die letzte Äbtissin des Klosters Himmelkron von 1544 bis 1569.

## Leben

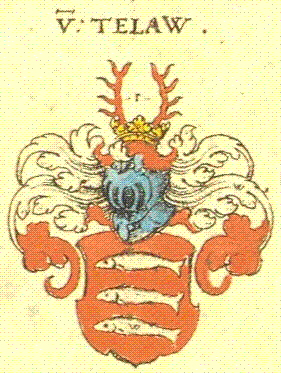
Familienwappen bei Siebmacher

Margarethe entstammte dem Adelsgeschlecht von Dö(h)lau und hatte ein Haus in Plauen. Sie wurde 1543 vom Klarissenkloster Hof als Verwalterin nach Himmelkron berufen und im Jahr 1544 unter Markgraf Albrecht Alcibiades als Äbtissin eingesetzt. Ihr Besitzstand ist in einer Urkunde exakt festgehalten und ermöglicht einen genauen Überblick über den Besitz und damit über das Leben einer Äbtissin. Im Zuge der Reformation nutzte Albrecht Alcibiades die unsichere Lage aus, sich über die Vermögensverhältnisse des Klosters berichten zu lassen und auf anstehende Entscheidungen Einfluss auszuüben. 1545 wurde Margarethe bereits wieder als Äbtissin abgesetzt und finanziell abgefunden. Sie hielt sich vorläufig in Plauen auf. Es bestand der Plan, dass Prinzessin Barbara, eine Schwester Georgs des Frommen mit den eingesparten Geldern für die Stelle der Äbtissin im Kloster versorgt werden sollte. Tatsächlich blieb diese bis zu ihrem Tode am 17. Juni 1591 im Kloster. Aber auch Margarethe kehrte 1548 zurück. Sie hatte nun das protestantische Bekenntnis angenommen. Der Konvent schrumpfte in der Folgezeit von 36 auf 5 Personen zusammen, zuletzt befanden sich nur noch zwei Nonnen im Kloster. Etwa 1550 stiftete sie dem Kloster eine Taufschüssel und einen Abendmahlskelch, die heute noch von der Kirchengemeinde verwendet werden. Ihr Wappen mit drei Fischen ist auf beiden Geräten erkennbar. Margarethe wandelte schließlich einen kleinen Teil des Klosters in eine Schule für adelige Mädchen um. Die Schule bestand nur bis zum Ende des 16. Jahrhunderts und nahm zuletzt auch Bürgerliche und Jungen auf. Mit Äbtissin Veronika von Dölau war die Familie auch im nahegelegenen Klarissenkloster Hof vertreten.
Laut Inschrift auf dem Grabmal starb Margarethe am 18. September 1569 im Alter von 63 Jahren. In der Kirche des Klosters Himmelkron befindet sich ihr Epitaph. Zentrales Motiv ist ihre figürliche Darstellung. Als einzige Äbtissin ist sie nicht mit einem Krummstab abgebildet, sondern im Hinblick auf das protestantische Bekenntnis mit einem Kruzifix. Neben ihrem Familienwappen mit drei untereinander angeordneten Fischen befinden sich noch die Wappen derer von Bickenbach, der Rabensteiner und der Wildenstein. Bei den beiden letzteren sind aufgrund ähnlicher Wappenmotive noch andere Familien in Betracht zu ziehen.